# ترانزاوشن جان شاو
ترانزاوشن جان شاو (به انگلیسی: Transocean John Shaw) یک کشتی است که طول آن ۲۸۱ متر (۹۲۲ فوت) می‌باشد. این کشتی در سال ۱۹۸۲ ساخته شد.